# 文澳城隍廟
23°33′56″N 119°35′02″E / 23.565608°N 119.583834°E
文澳城隍廟，正式名稱閤澎文澳城隍廟，為澎湖縣定古蹟，供奉城隍爺，是澎湖地區年代最早的城隍廟，歷史更早於市區的媽宮城隍廟。康熙23年（1684年），靖海侯施琅奏請之下，康熙皇帝決議將澎湖納入帝國版圖，始置台灣府巡檢司於澎湖。 澎湖的行政中心最初位於文澳（舊稱暗澳），雍正五年（1727年），裁撤澎湖巡檢司之後，翌年改制澎湖海防糧補廳，設通判，循例應於署衙門旁建造文澳城隍廟，惟確切設立時間不詳。

## 沿革
根據〈媽宮城隍廟殘碑〉內容記述，在雍正八年（1730年）便有城隍爺祭祀活動的紀錄，推定最晚設立時間不會晚於1730年，文澳城隍廟乃有澎湖廳首任海防糧補通判王仁倡建之說。
乾隆30年（1765年），胡建偉出任澎湖通判，他任內編撰《澎湖紀略》曾云：「澎湖城隍廟在廳署之東，規模狹隘，不足以展敬，實限於地也。」這是文澳城隍廟首次出現在文獻中的記載。
乾隆42年（1777年），時任澎湖通判的謝維祺亦因文澳城隍廟規格狹隘為由，倡建新廟於媽宮社（今馬公市）。

## 祭祀
主祀城隍爺，副祀案檔爺，東西側依慣例各立文武判官塑像；配祀七爺（謝必安將軍）與八爺（范無救將軍）；桌底供奉虎爺。

城隍爺與諸神像
文武判官
文武判官
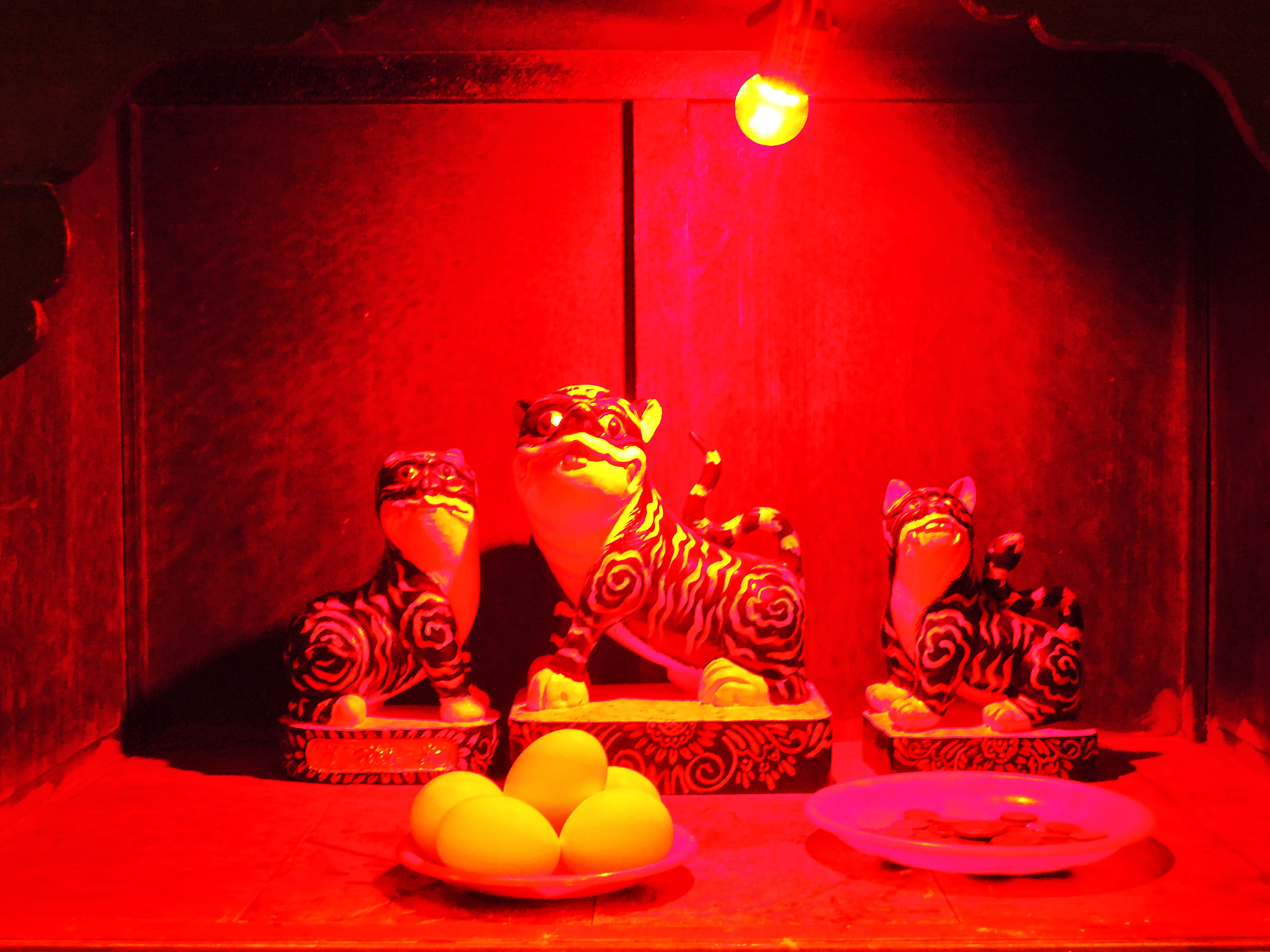
虎爺
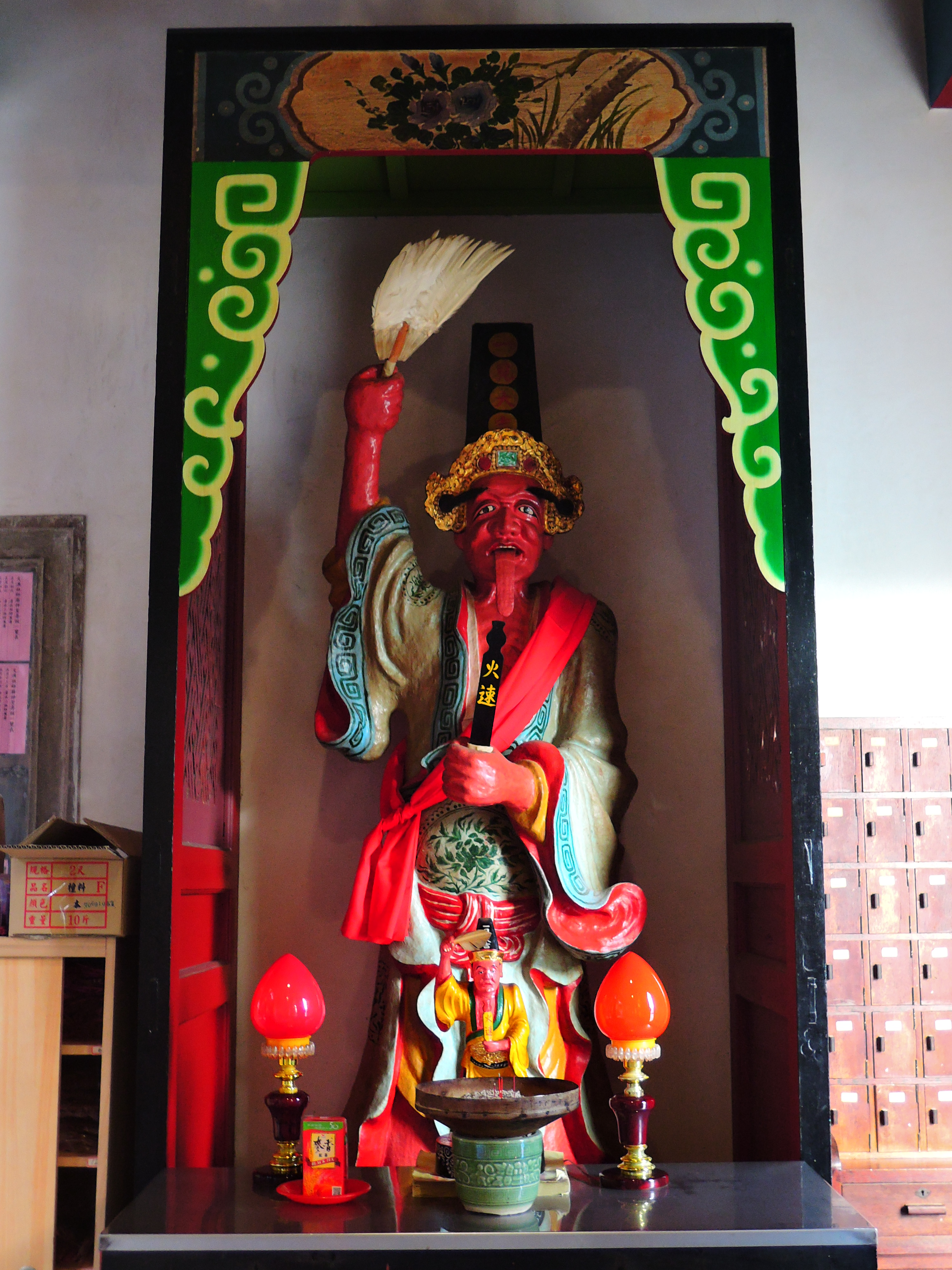
七爺（謝必安將軍）
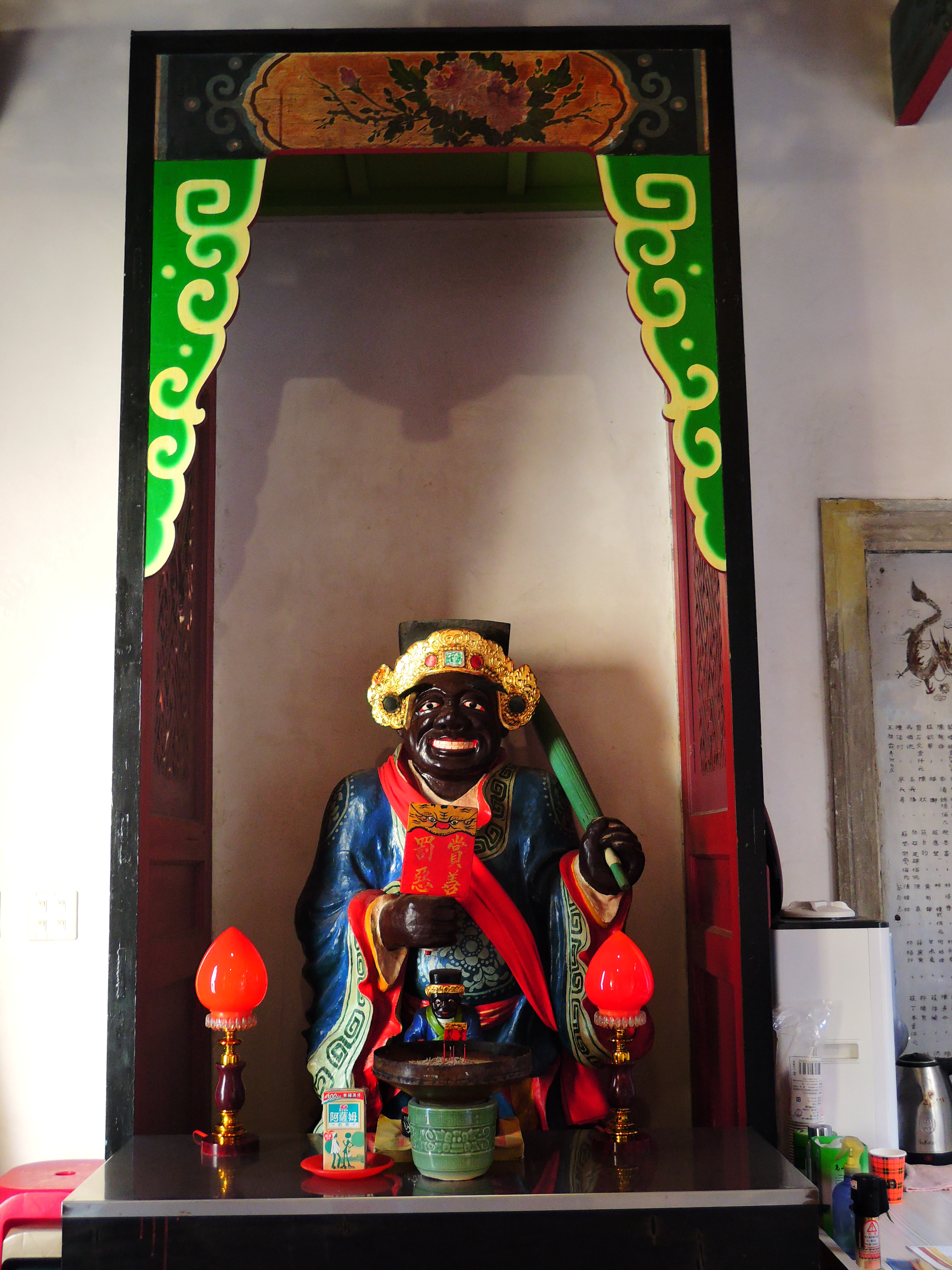
八爺（范無救將軍）

城隍爺主神龕兩側刻有木製楹聯，上聯：「為善必昌，為善不昌，祖上必有餘殃，殃盡必昌。」 下聯：「為惡必滅，為惡不滅，祖上必有餘德，德盡必滅。」

## 建築
文澳城隍廟坐北朝南，昔時南面正臨海濱，今日因應第三漁港興建填海造陸工程，再也不復過往格局。立面是三開間二進單院落的建築，屋頂採硬山式三川脊的設計。屋瓦水滴部分做有蝙蝠的雕紋，蘊含「福」的寓意。簷樑間的吊筒裝飾多採用蓮瓣垂花式樣。廟門石鼓係以花崗石為石材，鼓面刻有鹿與鶴，線條簡潔，也是屬於文澳城隍廟內優秀的石雕作品。

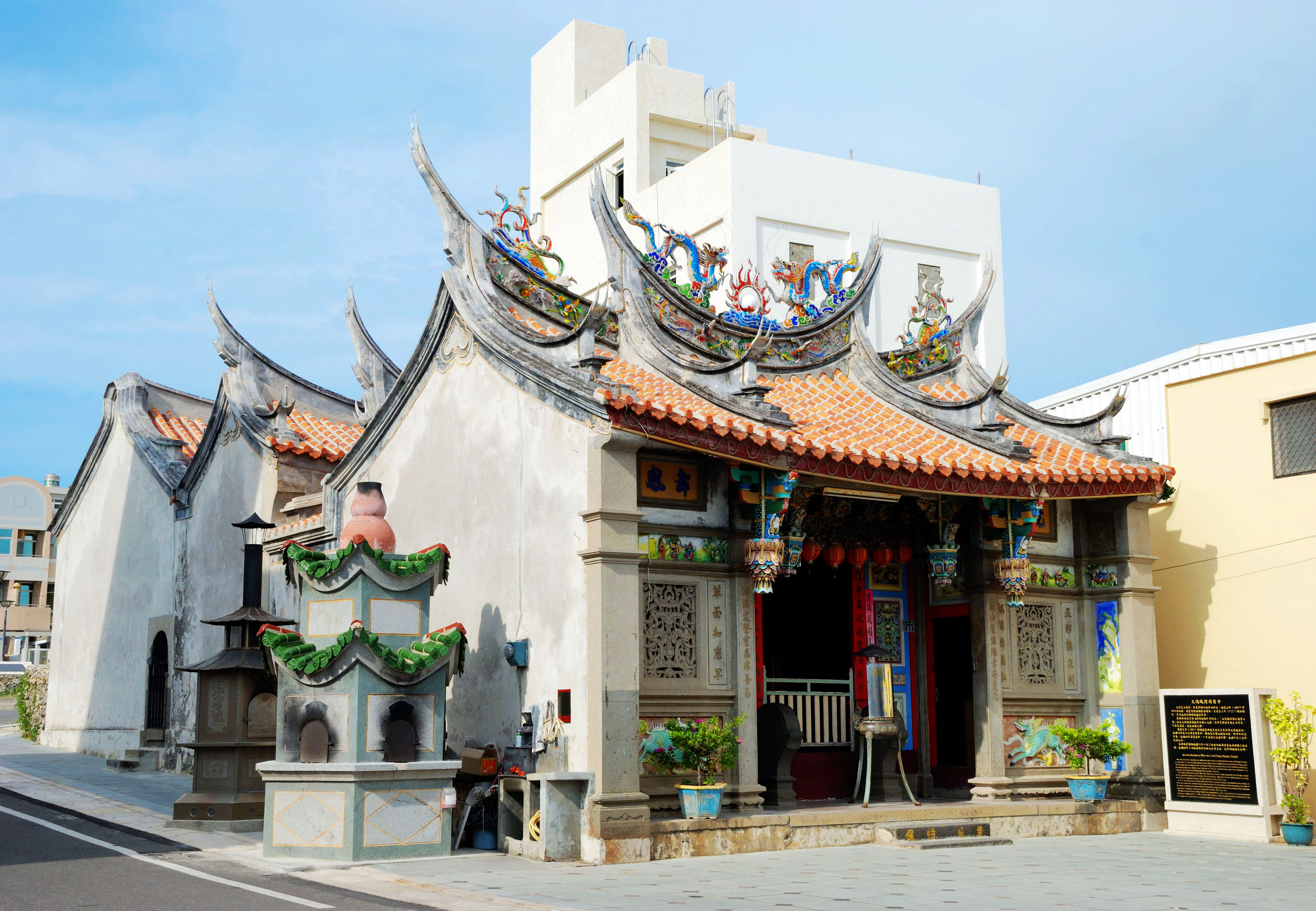
硬山式三川脊+燕尾脊
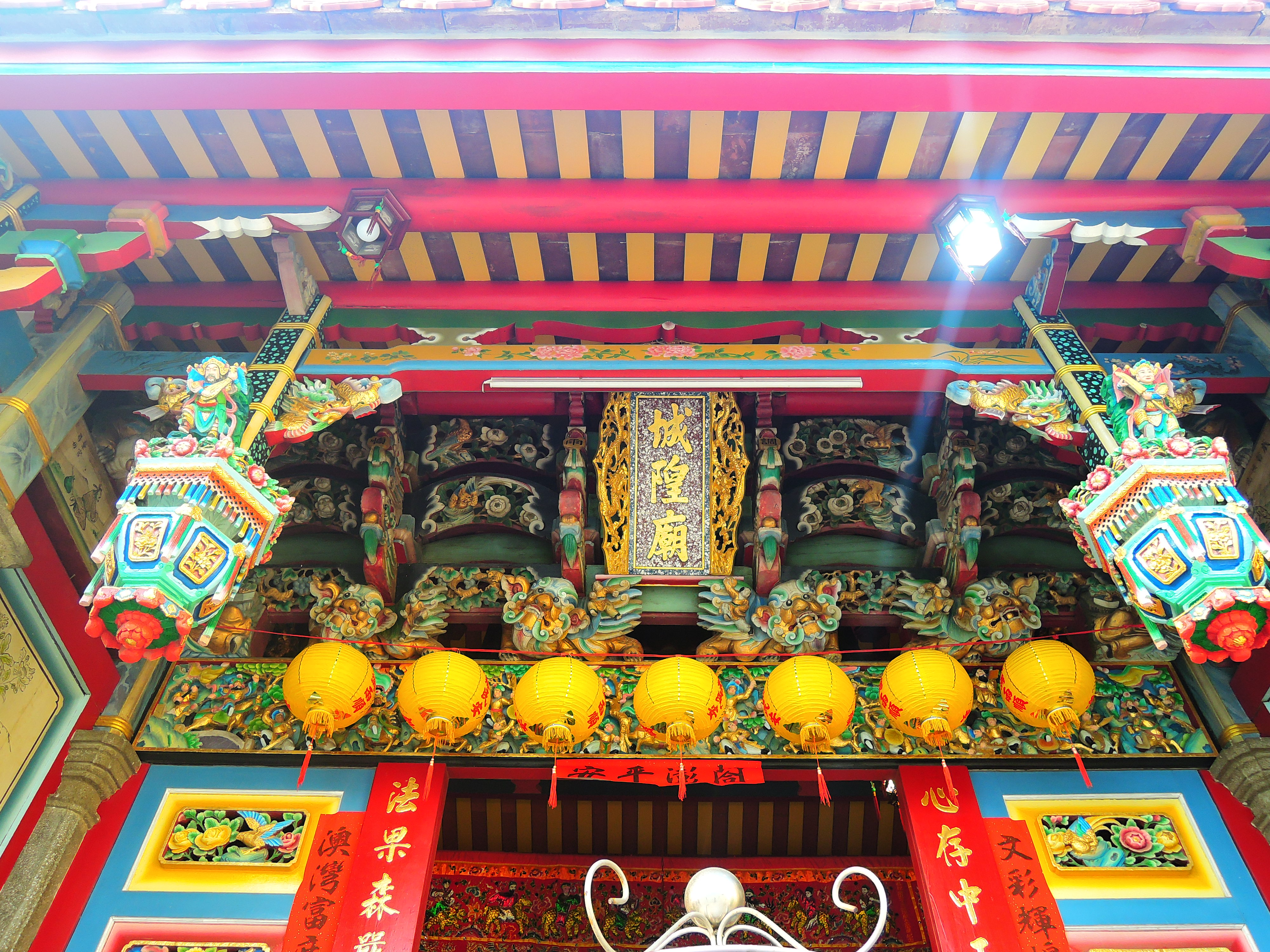
聖旨牌與吊筒彩繪（蓮瓣垂花）
拜殿與迴廊間的吊筒

山門立面東西側鑿有「正邪能立判、福禍總無私」或「革面應知早、臨頭悔已遲」等等警世對聯，廟內正廳與抱廈廳以使用梭柱為特色，柱邊亦刻有「澎境柒弍鄉城鎮村墟燮理陰陽斯是賴，湖民數萬眾隍池嶋嶼鑒衡善惡總無差」等，由此得知文澳城隍廟固然偏狹，但型制依然十分符合城隍廟的規範。

正殿、抱廈廳間與梭柱
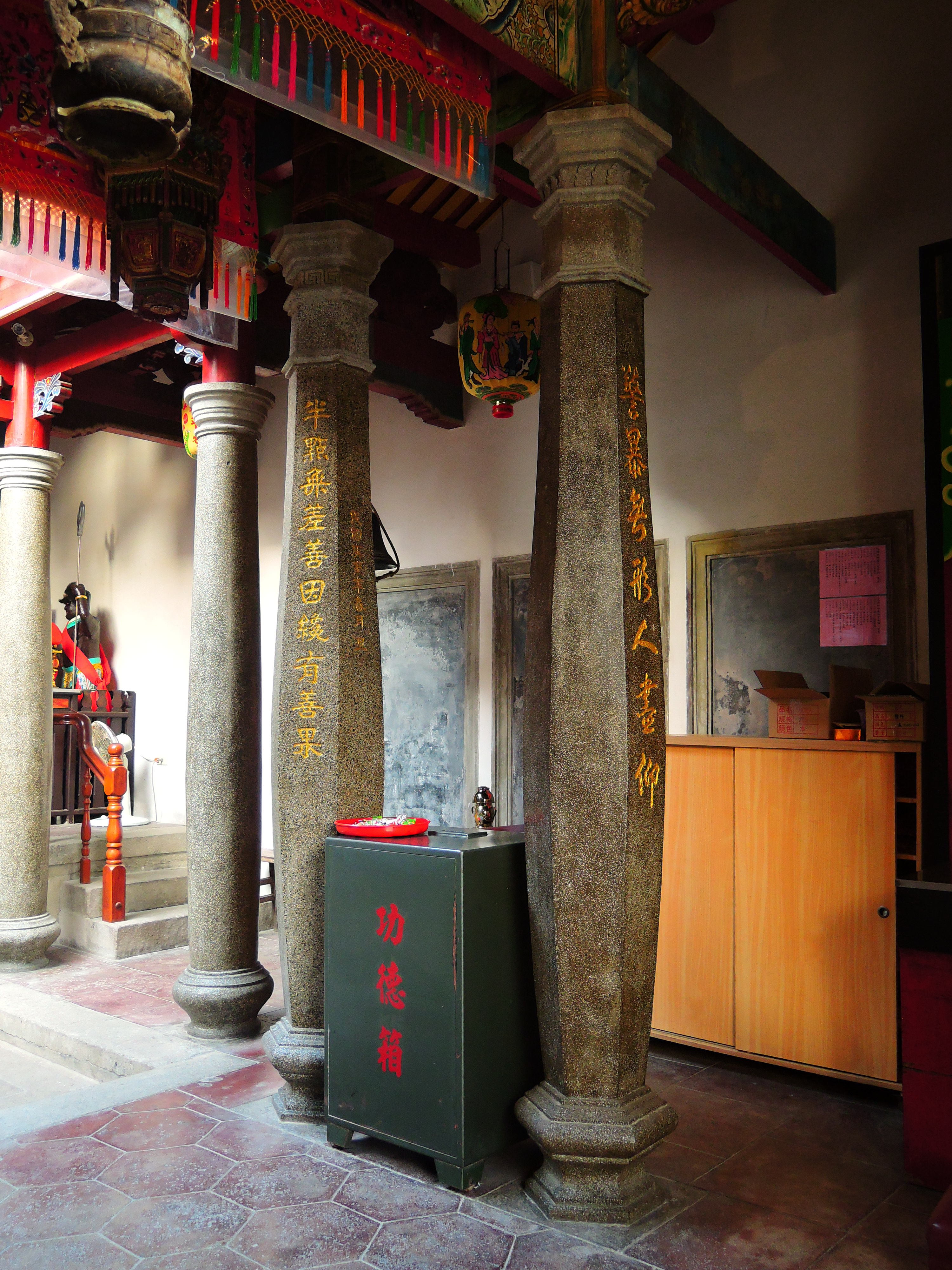
抱廈廳梭柱（東側）
抱廈廳梭柱（西側）

## 文物[2]

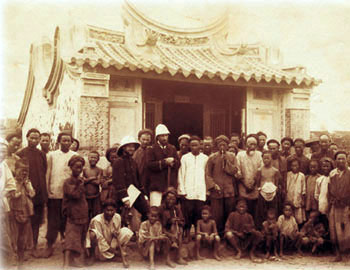
1885年法國士兵控制澎湖之後，與當地居民合影於文澳城隍廟

文澳城隍廟為縣定古蹟。建築物歷經多次換修，古物所剩雖然無多，目前尚存澎湖地區唯一皇帝御賜匾額「功存捍衛」，及石彫香爐刻有「嘉慶二十四年荔月（1819年）辛懷潘敬獻」字樣。
1885年3月29日（光緒11年2月13日）法軍攻打澎湖（清法戰爭中的澎湖之役），相傳城隍爺顯靈庇佑澎湖居民，未遭兵燹之災。同年西曆六月，法軍與清廷達成〈中法新約〉，法艦撤軍離開澎湖之後，巡撫劉銘傳奏請城隍爺顯靈之功，光緒皇帝分別御賜文澳城隍廟與媽宮城隍廟各一「功存捍衛」匾，匾額篆刻有「光緒御筆之寶」。
2016年10月，澎湖縣政府委由逢甲大學及國立科學工藝博物館文物鑑定及調查結果，文澳城隍廟之「功存捍衛」匾，符合清朝御匾形制及印文，為澎湖地區目前唯一的皇帝御賜匾額，而媽宮城隍廟「功存捍衛匾」則是後期複刻匾額。

光緒13年（1887年），澎湖前後任通判程邦基、李春榮亦有感神蹟，敬贈「視觀察」匾予文澳城隍廟。今日所見「視觀察」匾，下款署名「鎮臺」李春榮及「廳長」程邦基之官銜，被推定為係於1967年重新修復之際的誤筆。「鎮臺」與「廳長」並不符合李春榮與程邦基時任的官銜。

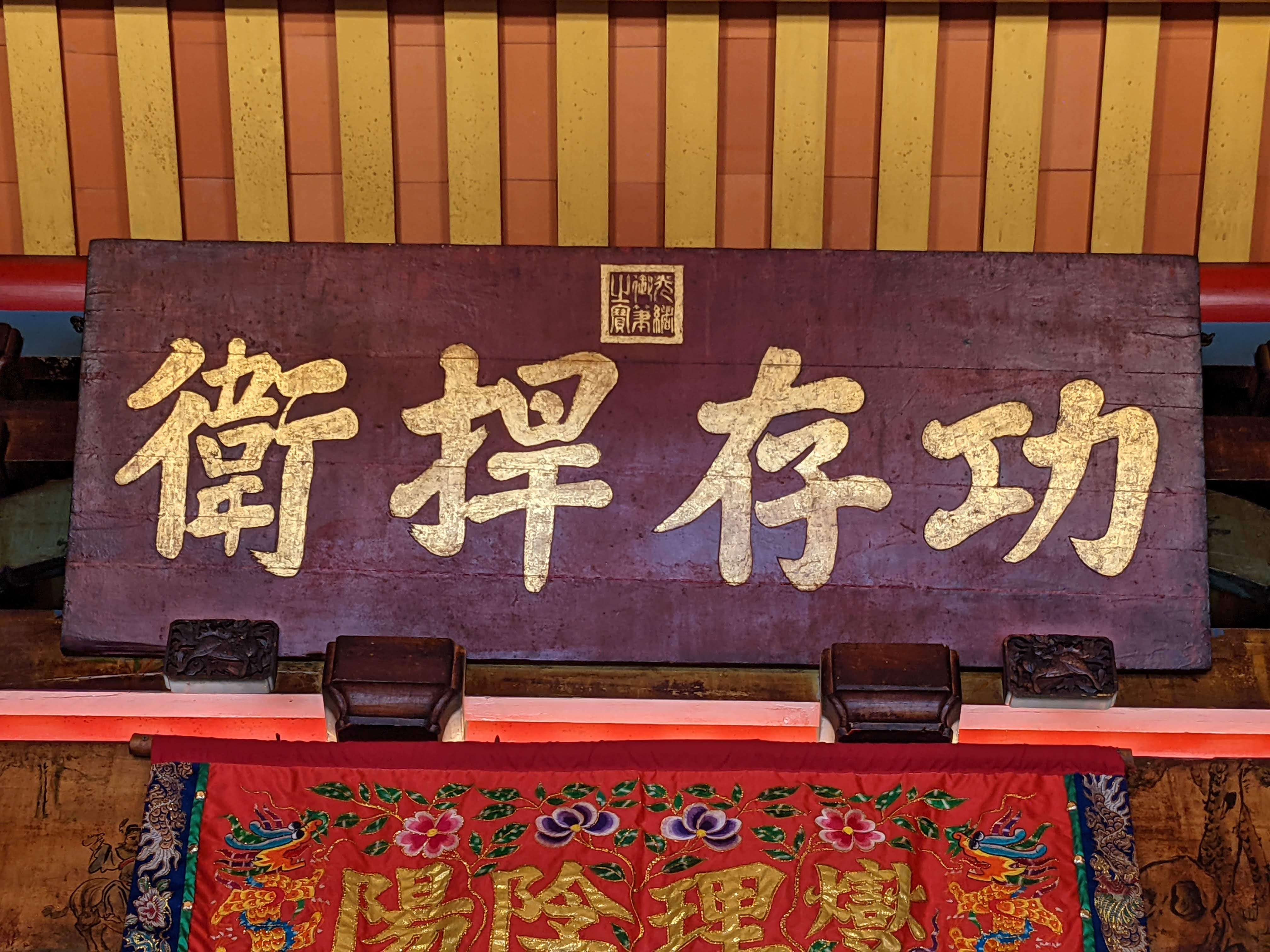
功存捍衛匾（光緒皇帝御賜）
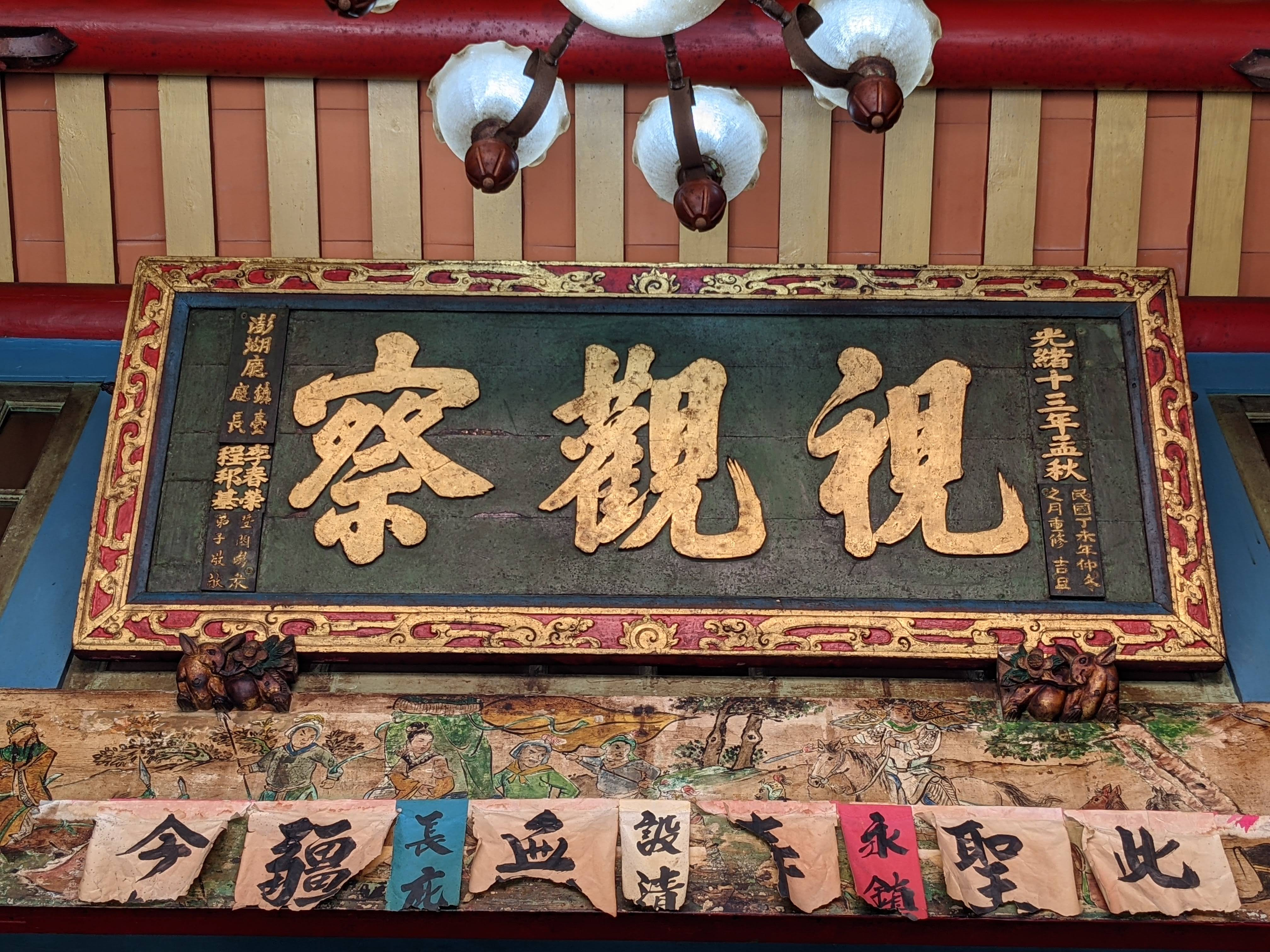
視觀察匾
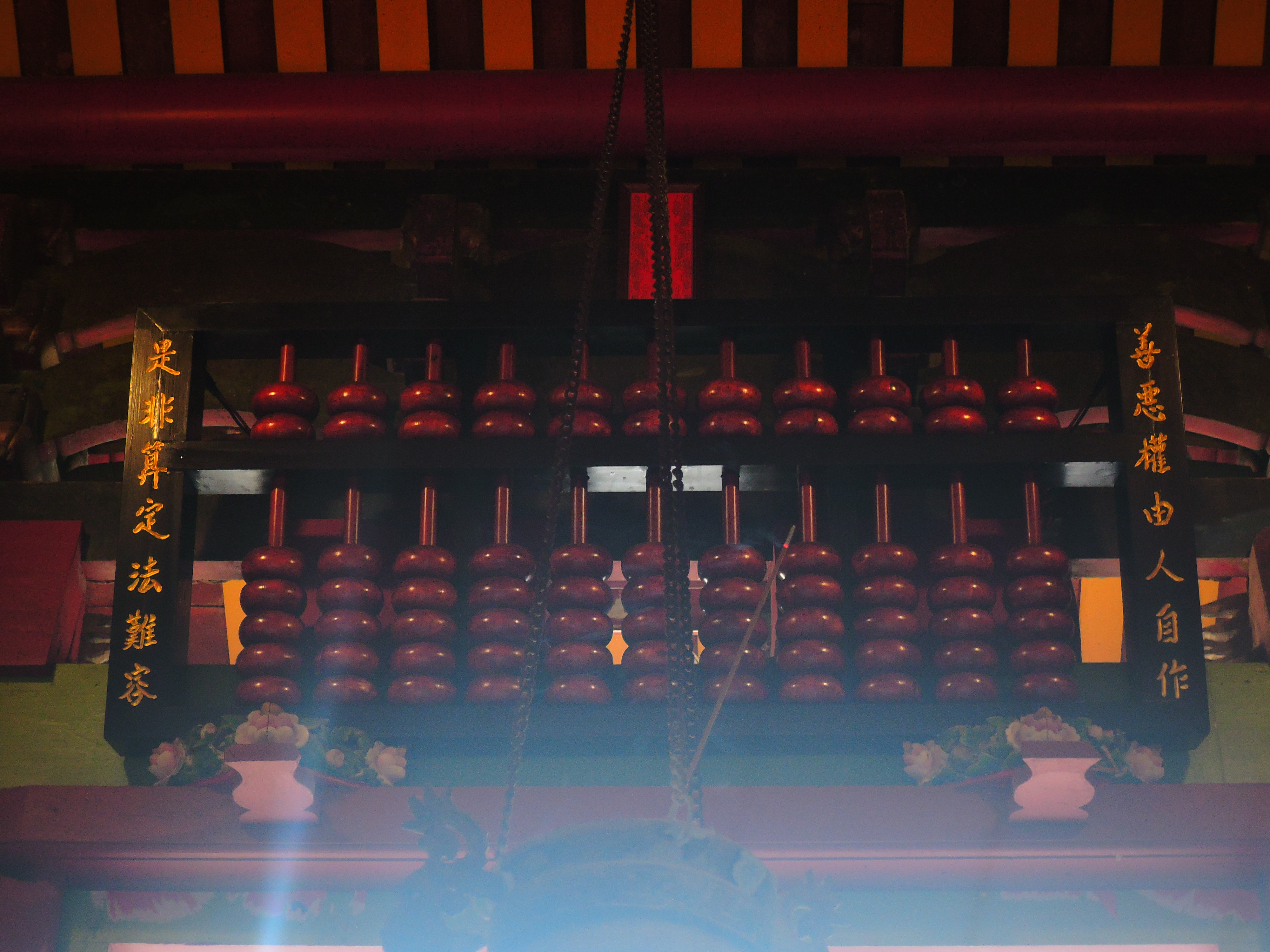
前殿．大算盤
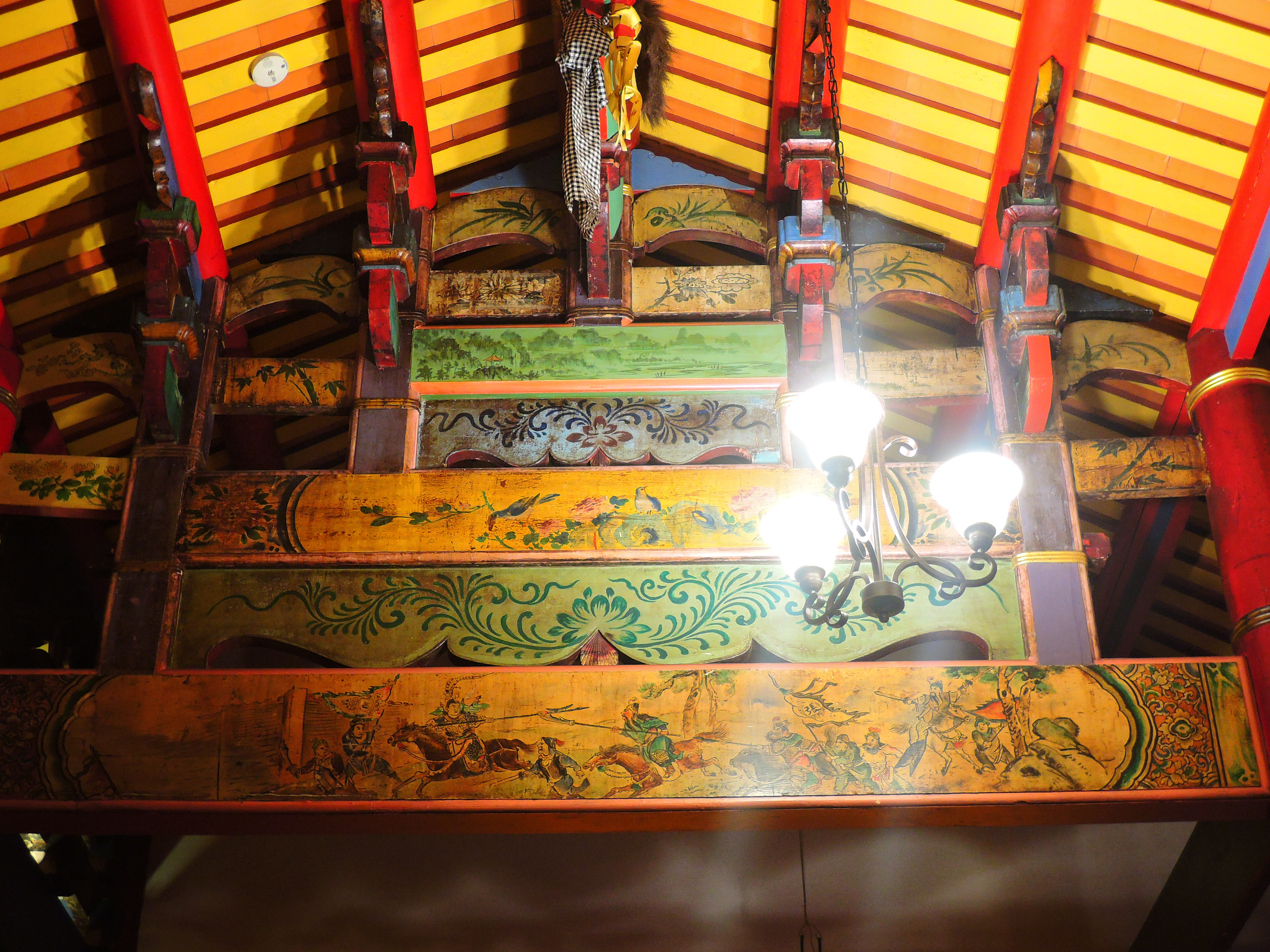
正殿簷樑彩繪